# تورستن لیندبری
تورستن لیندبری (سوئدی: Torsten Lindberg; ۱۴ آوریل ۱۹۱۷ – ۳۱ اوت ۲۰۰۹) بازیکن و مربی فوتبال اهل سوئد بود.
از باشگاه‌هایی که در آن بازی کرده‌است می‌توان به باشگاه فوتبال اورگریته و باشگاه فوتبال نورشوپینگ اشاره کرد.
وی به‌همراه تیم ملی فوتبال سوئد در بازی‌های المپیک تابستانی ۱۹۴۸ به مقام قهرمانی دست پیدا کرده‌است.